# Juillac-le-Coq
Juillac-le-Coq település Franciaországban, Charente megyében. Lakosainak száma 655 fő (2022. január 1.). Juillac-le-Coq Angeac-Champagne, Saint-Fort-sur-le-Né, Segonzac, Verrières és Lignières-Ambleville községekkel határos.

## Népesség
A település népességének változása:
| Lakosok száma | 748  | 637  | 684  | 663  | 667  | 652  | 649  | 651  | 652  | 655  |
|               | 1968 | 1982 | 1990 | 2006 | 2013 | 2015 | 2017 | 2019 | 2020 | 2022 |